# Hirtodrosophila longetrinica
Hirtodrosophila longetrinica är en tvåvingeart som först beskrevs av Bachli 1974.  Hirtodrosophila longetrinica ingår i släktet Hirtodrosophila och familjen daggflugor.
Artens utbredningsområde är Taiwan. Inga underarter finns listade i Catalogue of Life.